# Sigismund von Weimar-Orlamünde
Sigismund von Weimar-Orlamünde († 1447) war ein Graf aus einer späten Nebenlinie der askanischen Grafen von Orlamünde.
Er war der Sohn von Otto vor dem Walde und Luchard († 1405), Tochter Heinrichs VII., Vogt von Gera. Durch fortwährende Erbteilungen war Sigismund in den Besitz der Herrschaft Lichtenberg, samt Burg und umfassender Rechte gekommen. Diesen Besitz veräußerte er 1427 an Caspar von Waldenfels.